# Чемпионат мира по решению шахматных композиций
Чемпионат мира по решению шахматных композиций (англ. World Chess Solving Championship, WCSC) — ежегодное лично-командное соревнование по решению шахматных задач и этюдов, проводимое Всемирной федерацией по шахматной композиции (WFCC). Участники чемпионата должны решить ряд шахматных задач и этюдов за определённый промежуток времени. За правильное решение каждой композиции начисляются баллы. Команда или участник, показавший наивысший результат, в конце соревнования объявляется победителем.

## Чемпионы мира по решению шахматных композиций
1-й чемпион мира БАЙЕР Роланд (Швейцария, 1954) — 1983 (1);
2-й чемпион мира ВАЛТОНЕН Кари (Финляндия, 1954) — 1984 (1);
3-й чемпион мира КОМЕЙ Офер (Израиль, 1957) — 1985, 1999 (2);
4-й чемпион мира ПЕРКОНОЙА Паули (Финляндия, 1941) — 1986, 1992, 1995 (3);
5-й чемпион мира КАЙО Мишель (Франция, 1957) — 1987, 2000 (2);
6-й чемпион мира ПФАННКЮХЕ Михаэль (Германия, 1956) — 1988, 1993 (2);
7-й чемпион мира ЕВСЕЕВ Георгий (СССР/Россия, 1962) — 1989, 1990, 1991, 1998 (4);
8-й чемпион мира ЗЮДЕ Арно (Германия, 1964) — 1994 (1);
9-й чемпион мира ЭЛКИС Ноам (Израиль, 1966) — 1996 (1);
10-й чемпион мира МЕСТЕЛЛ Джонатан (Великобритания, 1957) — 1997 (1);
11-й чемпион мира ПААВИЛАЙНЕН Йорма (Финляндия, 1960) — 2001 (1);
12-й чемпион мира МУРДЗЯ Пётр (Польша, 1975) — 2002, 2005, 2006, 2008, 2009, 2012, 2013, 2018, 2025 (9);
13-й чемпион мира СЕЛИВАНОВ Андрей (Россия, 1967) — 2003 (1);
14-й чемпион мира НАНН Джон (Великобритания, 1955) — 2004, 2007, 2010 (3);
15-й чемпион мира ПЁРУН Кацпер (Польша, 1991) — 2011, 2014, 2015, 2016, 2017, 2024 (6);
16-й чемпион мира ГОРСКИ Пётр (Польша, 1989) — 2019 (1);
17-й чемпион мира ПАВЛОВ Данила  (Россия, 2002) — 2021, 2022, 2023 (3).

## Победители

### Командные соревнования
- 1977 —  Финляндия
- 1978 —  Финляндия
- 1979 —  ФРГ
- 1980 —  Израиль
- 1981 —  Финляндия
- 1982 —  Югославия
- 1983 —  Финляндия
- 1984 —  Финляндия
- 1985 —  Финляндия
- 1986 —  Великобритания
- 1987 —  ФРГ
- 1988 —  ФРГ
- 1989 —  СССР
- 1990 —  Великобритания и  СССР
- 1991 —  СССР
- 1992 —  Россия
- 1993 —  Германия
- 1994 —  Германия
- 1995 —  Финляндия
- 1996 —  Израиль
- 1997 —  Израиль
- 1998 —  Израиль
- 1999 —  Россия
- 2000 —  Германия
- 2001 —  Израиль
- 2002 —  Германия
- 2003 —  Россия
- 2004 —  Израиль
- 2005 —  Великобритания
- 2006 —  Великобритания
- 2007 —  Великобритания
- 2008 —  Россия
- 2009 —  Польша
- 2010 —  Польша
- 2011 —  Польша
- 2012 —  Польша
- 2013 —  Польша
- 2014 —  Польша
- 2015 —  Польша
- 2016 —  Польша
- 2017 —  Польша
- 2018 —  Польша
- 2019 —  Польша
- 2021 —  Россия
- 2022 —  Польша
- 2023 —  Польша
- 2024 —  Польша
- 2025 —  Польша

### Индивидуальные соревнования
- 1983 — Ролан Байер (Швейцария)
- 1984 — Кари Валтонен (Финляндия)
- 1985 — Офер Комай (Израиль)
- 1986 — Паули Перконоя (Финляндия)
- 1987 — Мишель Кайо (Франция)
- 1988 — Михаэль Пфаннкухе (Германия)
- 1989 — Георгий Евсеев (СССР)
- 1990 — Георгий Евсеев (СССР)
- 1991 — Георгий Евсеев (СССР)
- 1992 — Паули Перконоя (Финляндия)
- 1993 — Михаэль Пфаннкухе (Германия)
- 1994 — Арно Цуде (Германия)
- 1995 — Паули Перконоя (Финляндия)
- 1996 — Ноам Элкис (Израиль)
- 1997 — Джонатан Местел (Великобритания)
- 1998 — Георгий Евсеев (Россия)
- 1999 — Офер Комай (Израиль)
- 2000 — Мишель Кайо (Франция)
- 2001 — Йорма Паавилайнен (Финляндия)
- 2002 — Пётр Мурдзя (Польша)
- 2003 — Андрей Селиванов (Россия)
- 2004 — Джон Нанн (Великобритания)
- 2005 — Пётр Мурдзя (Польша)
- 2006 — Пётр Мурдзя (Польша)
- 2007 — Джон Нанн (Великобритания)
- 2008 — Пётр Мурдзя (Польша)
- 2009 — Пётр Мурдзя (Польша)
- 2010 — Джон Нанн (Великобритания)
- 2011 — Кацпер Пёрун (Польша)
- 2012 — Пётр Мурдзя (Польша)[2]
- 2013 — Пётр Мурдзя (Польша)[3]
- 2014 — Кацпер Пёрун (Польша)
- 2015 — Кацпер Пёрун (Польша)
- 2016 — Кацпер Пёрун (Польша)
- 2017 — Кацпер Пёрун (Польша)
- 2018 — Пётр Мурдзя (Польша)
- 2019 — Пётр Гурски (Польша)
- 2021 — Данила Павлов (Россия)
- 2022 — Данила Павлов (Россия)
- 2023 — Данила Павлов (Россия)
- 2024 —  Кацпер Пёрун (Польша)
- 2025 — Пётр Мурдзя (Польша)

## Регламент
Чемпионат мира по решению шахматных композиций (WCSC) представляет собой единое соревнование для национальных команд и для индивидуальных решателей. WCSC состоит из шести раундов, проводимых в течение двух дней по три раунда в день.
- Раунд 1 — три двухходовки, время решения 20 минут.
- Раунд 2 — три трёхходовки, время решения 60 минут.
- Раунд 3 — три этюда, 100 минут.
- Раунд 4 — три задачи на кооперативный мат, 50 минут.
- Раунд 5 — три многоходовки, 80 минут.
- Раунд 6 — три задачи на обратный мат, 50 минут.

Раунды задач на кооперативный и обратный мат могут меняться местами. Перерывы между раундами должны быть не менее 15 минут.
За правильное и полное решение каждой композиции (задачи или этюда) начисляется по 5 баллов. За неполное решение возможно получить меньшее количество баллов. Кроме этого, ведётся учёт времени, затраченного решателем в каждом раунде.
В личном зачёте победителем становится участник, набравший наибольшую сумму баллов во всех раундах. При равенстве итоговой суммы побеждает спортсмен, затративший меньше времени на решение всех композиций.
В командном чемпионате соревнуются коллективы стран-членов ФИДЕ. Каждая команда должна состоять из не менее двух и не более трёх решателей, в каждом раунде в зачёт идут лучшие результаты двух из них. Победителем становится коллектив, набравший наибольшую сумму баллов во всех раундах. При равенстве баллов побеждает команда, затратившая меньшее время.

## Секции чемпионата
- Командный чемпионат. Чтобы командный чемпионат мира состоялся, в нём должны участвовать не менее семи команд из различных стран[4]. Количество команд выросло с 9 в 1977 году до 21 в 2019 году[5].
- Индивидуальный. Для проведения личного чемпионата мира в нём должны участвовать не менее 30 решателей, имеющих полный рейтинг, из 10 или более стран[4]. Число решателей также выросло — с 18 в 1977 году до 90 в 2019 году[5].
- Ветераны (60 лет и старше), женщины и юниоры (до 23 лет). Чтобы чемпионат состоялся в этих категориях, в каждой требуется участие не менее 10 решателей из пяти различных стран[4].

## Рейтинг

### Формулы
Для расчета рейтингов игроков, которые ранее этого не делали, предоставляется предварительный рейтинг. Этот рейтинг присваивается по завершении первого турнира игрока, где используется следующая формула:
- Предварительный рейтинг = (средний рейтинг игрока турнира) x (результат игрока / средний результат на турнире)

Для игроков, которые ранее создали рейтинг, следующая формула демонстрирует, как достигается новый рейтинг.
- Новый рейтинг = (Старый рейтинг) + (KT) x (Результат игрока — (Средний результат x Старый рейтинг / Средний турнирный старый рейтинг))

KT = коэффициент турнира (от 4 до 1 в зависимости от силы соревнования)
Текущий рейтинг индивидуальных решателей
Состояние на 1 января 2023, Топ 10:
1. Данила Павлов (RUS) 2760
2. Георгий Евсеев (RUS) 2747
3. Андрей Журавлёв (RUS) 2683
4. Пётр Мурдзя (POL) 2654
5. Джон Нанн (GBR) 2632
6. Эдди Ван Бирс (BEL) 2628
7. Кацпер Пёрун (POL) 2627
8. Рам Соффер (ISR) 2604
9. Урал Хасанов (RUS) 2602
10. Марко Филипович (CRO) 2548